# Железная дорога из Антофагасты в Боливию
Железная дорога из Антофагасты в Боливию (исп. Ferrocarril de Antofagasta a Bolivia, FCAB) — принадлежащая частному капиталу железная дорога, соединяющая северные провинции Чили с соседней Боливией. Ныне перешитая на метровую колею, изначально была одной из первых линий с шириной колеи в 762 мм. Однопутная, с нечастыми разъездами. Пересекает Анды, поднимаясь при этом на высоту 4815 м над уровнем моря. Объём грузовых перевозок дороги сопоставим с таковым на линиях нормальной колеи и достигает 4 300 000 тонн в год.

## Основной маршрут
Дорога изобилует ответвлениями, особенно — в горных районах, где находится множество рудников и карьеров, нуждающихся в вывозе своих продуктов. Главная же линия начинается в порту чилийской Антофагасты, проходит через крупную распорядительную станцию, расположенную в самом городе, и далее идет параллельно шоссе № 28, пересекая вместе с ним Кордильеру де Ла Коста. Миновав этот участок, дорога поворачивает на северо-восток и движется вдоль шоссе № 5 по пустынной Атакаме. Она идёт мимо солончаков Кармен и Пампа-Бланка, являющихся частями гораздо большего по размеру солончака Салар-де-Атакама — к станции Бакедано, где расположен музей селитры, и далее к городку Сьерра-Горда. Отсюда, в соседстве с шоссе № 25, линия движется до Каламы, в нескольких километрах за которой расположена очередная распорядительная станция, откуда есть ответвление к городу Чукикамата с его гигантским медным карьером. Главная же линия продолжает свой путь к пограничному Ольягуэ, петляя между солончаками Талабре, Аскофан и Каркоте, и то сближаясь с шоссе № 21, то отдаляясь от него. Здесь дорога уложена по засушливой пуне андского плато Альтиплано.

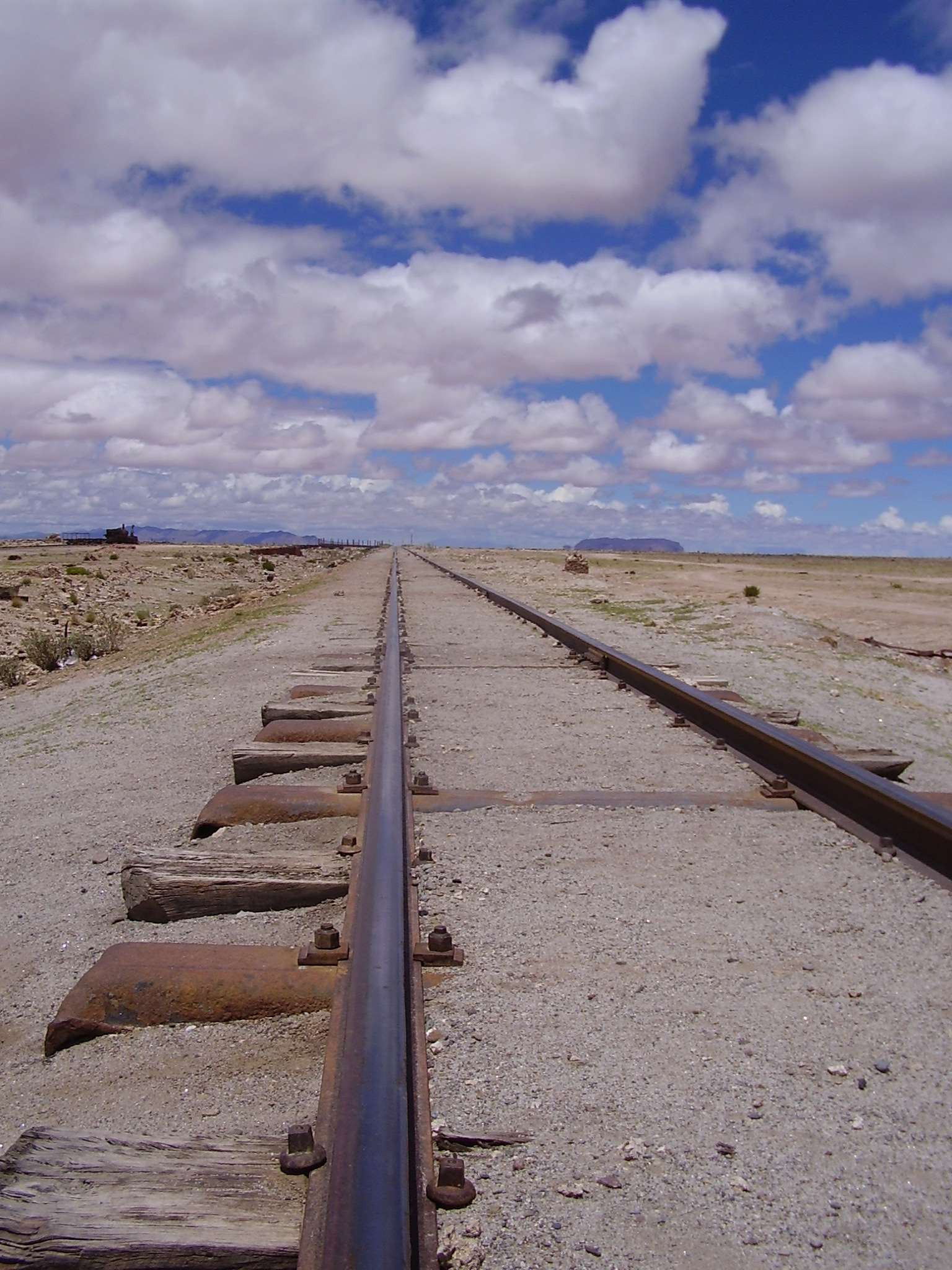
Путь FCAB через кладбище паровозов. Солончак Уюни.

Ольягуе являет собою последнюю распорядительную станцию на территории Чили. От неё идёт длинная ветка на северо-запад, а главная линия пересекает границу и оказывается в Боливии. Первая боливийская станция — Аварка (Avarca), откуда проложен путь к городам Рио-Гранде и Уюни. Перед Рио-Гранде от линии отходит ветка на юг, к местечку Сан-Кристобаль, где добывают медь, а за Рио-Гранде начинается гигантский Солончак Уюни, известный не только своими размерами, но и кладбищем железнодорожной техники. Здесь на запасных путях оставлены ржаветь паровозы, некогда работавшие на дороге Антофагаста-Боливия и отставленные от поездной службы в 50-х гг. За солончаком дорога попадает на большую распорядительную станцию в самом Уюни, откуда отходят линии на восток — в Потоси, и на юг — к пограничному с Аргентиной городку Вильясону.
Здесь дорога поворачивает на север и прямая, как стрела, бежит вдоль шоссе № 602 к посёлку Кольчани (Colchani), где проживает большинство рабочих, занятых добычей поваренной соли на уже упомянутом солончаке Уюни. Дальше линия следует до распорядительной станции в Рио-Мулатос, где начинается высокогорная ветка до Потоси со своей станцией Кондор — третьей в мире по высоте над уровнем моря. Дорога же продолжает движение на север вдоль всё того же 602-го шоссе к городку Чальяпата — через Севаруйо и станцию Кондо. За станцией Кондо, в нескольких километрах к западу от линии, начинается большое солёное озеро Поопо — дорога идёт вдоль него, а от Чальяпаты ещё и вдоль шоссе № 1. Перед станцией в посёлке Поопо, озеро заканчивается, а за станцией — начинается новое: Уру-Уру. Миновав очередную распорядительную станцию в Мачакамарке (Machacamarca), дорога пересекает по дамбе северо-восточную часть Уру-Уру и входит в Оруро — крупный транспортный узел Боливии.

## История

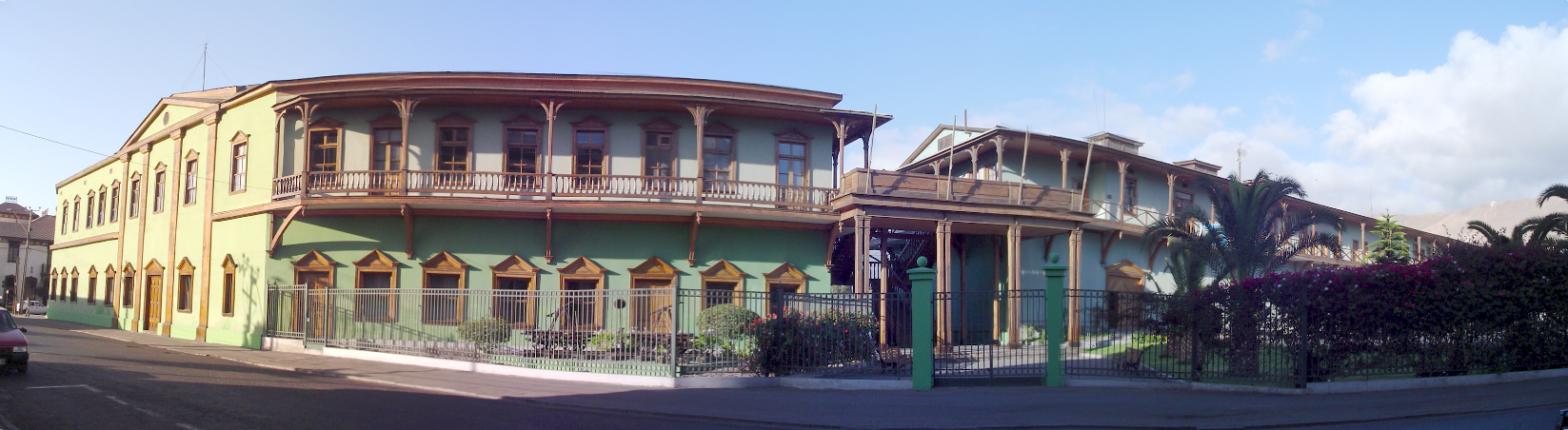
Станция FCAB в Антофагасте.

### XIX век
История дороги Антофагаста-Боливия началась в 1872 г., когда компания «Melbourne Clarke & Co.» получила права на разработку месторождений селитры в окрестностях Антофагасты. Концессионное соглашение было заключено с правительством Боливии, ибо в те времена эта область ещё не являлась частью Чили. В конце того же 1872 г. образовалась компания «Antofagasta Nitrate & Railway Company», куда «Melbourne Clarke» передала все свои активы, и которая к декабрю следующего, 1873 г., построила первый участок линии — от Антофагасты до солончака Кармен. Мулы, работавшие на перевозках селитры, были заменены товарным поездом в 10 вагонов.

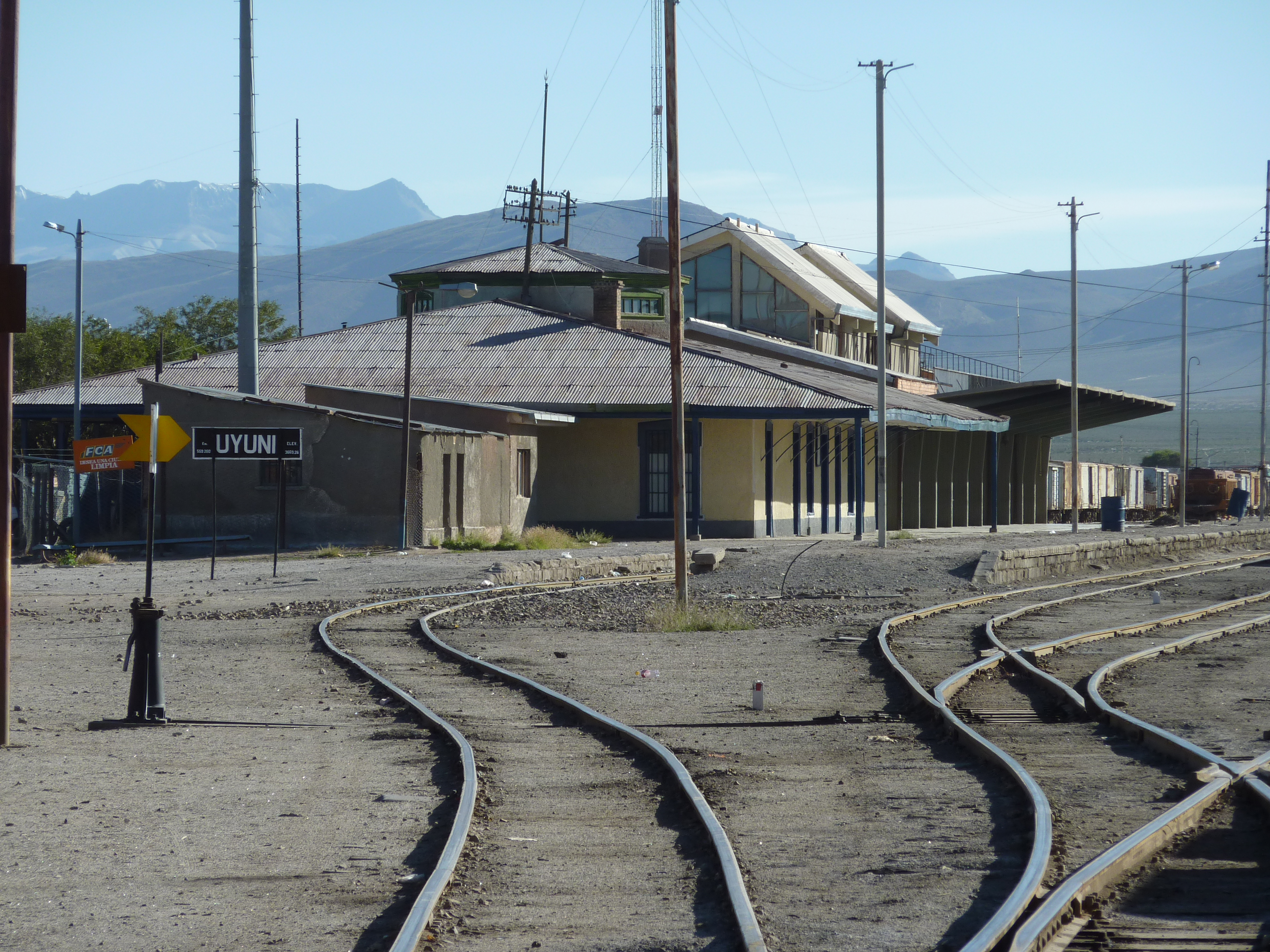
Станция Уюни

В 1879 г. между Чили, с одной стороны, и Перу и Боливией — с другой, вспыхнула Вторая тихоокеанская война, поводом для которой послужил конфликт между парламентом Боливии и компанией «Antofagasta Nitrate & Railway». Парламент объявил договор 1872 г. о беспошлинной добыче нитратов и их вывозе недействительным, ибо тот не был парламентом ратифицирован, как того требовала конституция Боливии от 1871 г. От компании потребовали налог в 10 центов с каждого центнера селитры, платить который компания отказалась и обратилась за помощью к Чили. Чилийское правительство вступилось, и будучи поддержанным Англией, начало боевые действия. На стороне Боливии выступило Перу, связанное с нею союзным договором. Война продлилась до 1883 г. и закончилась поражением Перу и Боливии. Антофагаста вместе с областью и землями, по которым проходила дорога, отошла к Чили. К началу войны полотно дороги проложили до станции Салинас, что недалеко от солончака Чакабуко и в 98-и км от Антофагасты. Во время же военных действий никакие работы на линии не проводились.
В мае 1887 г. железную дорогу купила боливийская рудничная компания «Уанчака» (Huanchaca) с тем, чтобы дотянуть пути до Пулакайо, что за Уюни, где разрабатывались залежи серебра. В 1888 г. акции дороги торговались на Лондонской бирже и в ноябре того же года были скуплены вновь образованной британской «Antofagasta (Chili) and Bolivia Railway Co. Ltd.» Управление дорогой при этом оставалось на последующие 15 лет в руках компании «Уанчака», которая продолжила строительство линии и в мае 1892 г. дотянула её до Оруро.

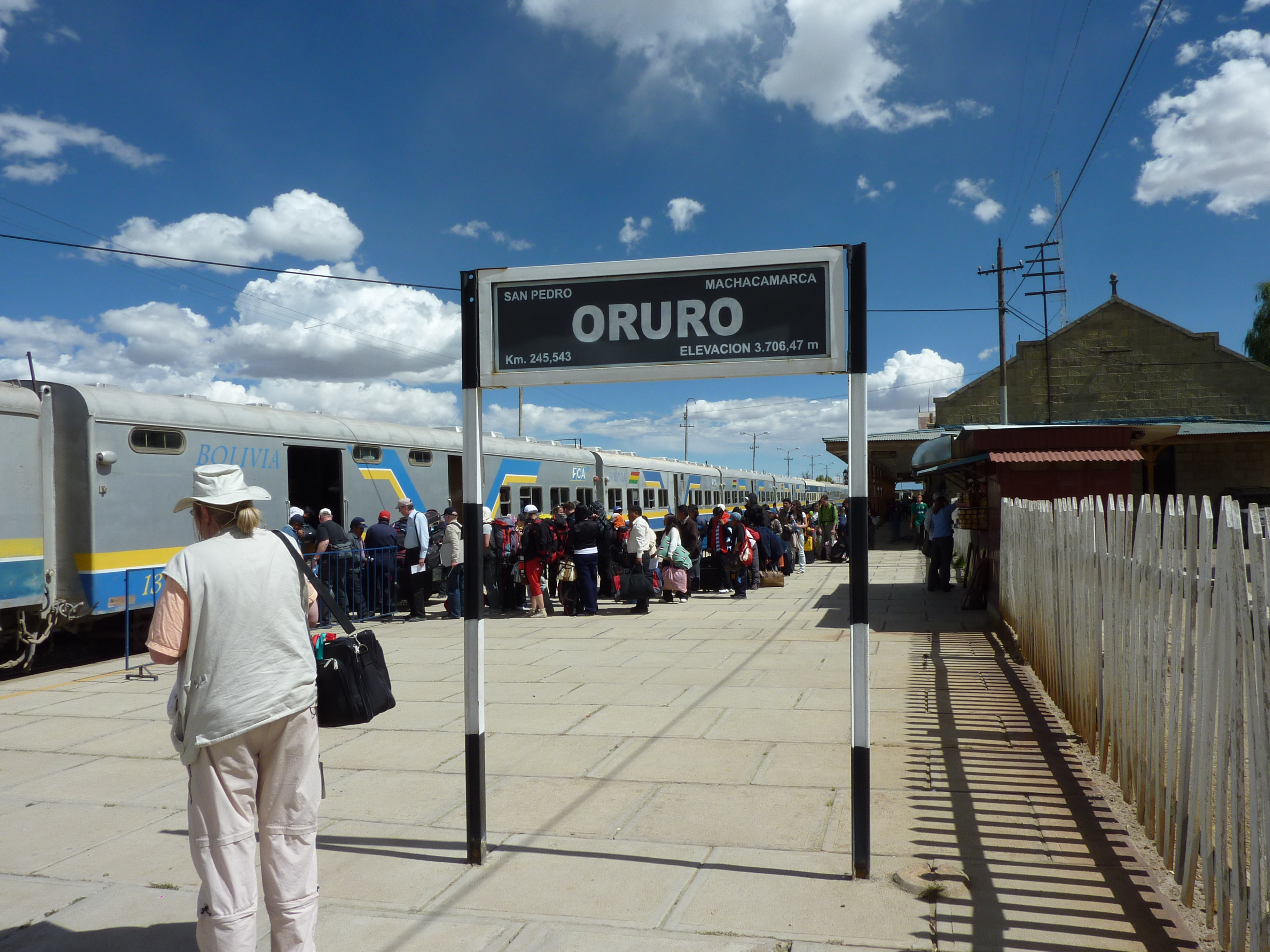
Станция Оруро. Справа старый вокзал FCAB.

В том же 1892 г. компании удалось решить проблему снабжения водой работавших на линии паровозов. Так как в пустынной Атакаме, где пролегали пути, воды не было вообще, её завозили на станции цистернами, что значительно повышало накладные расходы. Компания устроила водопровод, питавшийся горными реками из той части Анд, которая не была столь засушливой. Водопровод, в свою очередь, питал как саму дорогу, так и Антофагасту, где воды также катастрофически не хватало.

### XX век
В 1903 г. британский капитал вернул себе полный контроль над дорогой. Объём перевозок рос и вскоре порт Антофагасты перестал справляться с вывозом ископаемых. Дороге понадобился новый порт, который был устроен в 1906 г. в городе Мехильонес, что в 60-и км к северу. Его соединили с основной линией, попутно подведя к Мехильонесу водопровод. Дорога продолжала разрастаться и в других направлениях: в 1908 г., при поддержке правительства Боливии, начали строительство пути от Оруро к боливийской столице Ла-Пасу, а в 1909 г. компания приобрела железную дорогу «Ferrocarril Caleta Coloso a Aguas Blancas» (FCCCAB), что протянулась к солончакам, расположенным южнее Антофагасты. FCCCAB, имевшая ту же, что и FCAB, колею в 762 мм, не стала частью главной дороги и всегда — до самого закрытия в 1960 г., управлялась отдельно, хотя использовала те же порты вывоза. Ветка до Ла-Паса, законченная постройкой в 1913 г., была, напротив, метровой колеи, но являлась при этом составной частью главной линии.
Сосуществование путей разной колеи на одном, главном, маршруте создавало неудобства, ибо требовало смены тележек на станциях встречи. Поэтому сразу после открытия движения на участке Оруро—Ла-Пас на метровую колею начали перешивать остальную часть дороги. В 1916 г. работы были прекращены из-за недостатка средств, связанного с военными событиями, и окончательно дорога перешла на новую колею только к 1928 г. Так как к этому времени у компании накопился достаточный опыт по перестановке составов, часть ответвлений перешивать не стали, оставив колею прежнюю, в 762 мм.
В 1964 г. Боливия национализировала часть дороги, проходящей по её территории. То же сделало Чили в начале 70-х. Однако в 1982 г. дорога отошла к чилийской «Antofagasta PLC», являющейся акционерным обществом, акции которого торгуются на Лондонской фондовой бирже.

## Подвижной состав

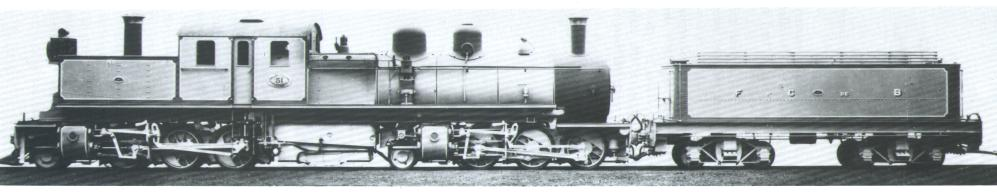
Китсон-Мейер от Beyer-Peacock.

Первыми локомотивами на дороге были паровозы от Роберта Стефенсона с осевой формулой 1-3-0. Он же поставил дороге в 1884 г. танк-паровоз системы Вебба — с необычной компаунд-машиной, где два внешних цилиндра высокого давления вращали две спаренные оси, мятый пар из них поступал в третий и единственный цилиндр низкого давления, который передавал усилие на третью, неспаренную, рабочую ось. Осевая формула этого локомотива записывалась как 2-1-2-1, где первая цифра означала бегунковые оси, а последняя — поддерживающие.

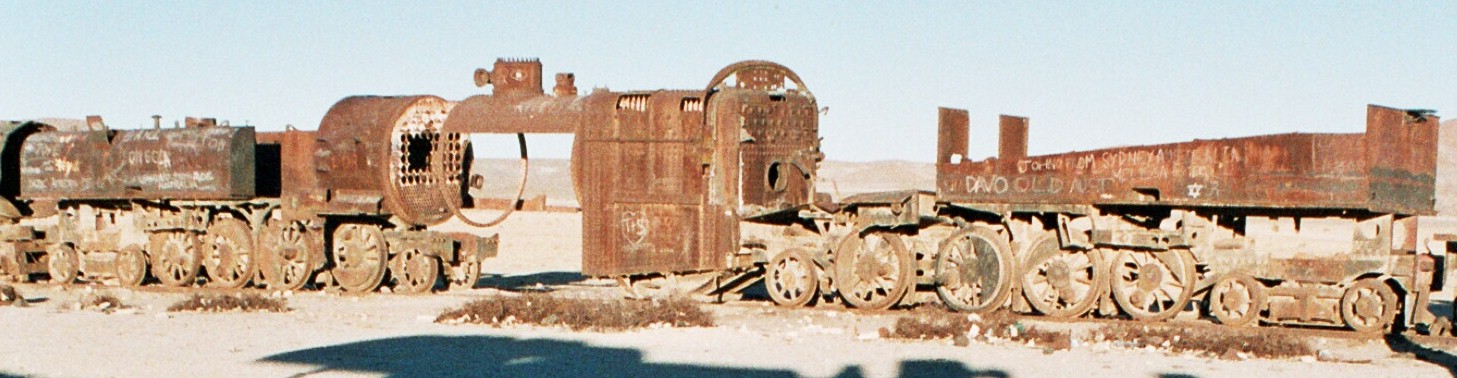
Гарратт от Beyer-Peacock. Солончак Уюни, современное состояние.

С 1889 г. — после того, как дорога перешла к компании «Уанчака» — паровозы начали поставлять американские заводы Балдвин. Тогда же открылось пассажирское движение на всём протяжении дороги, которое осуществляли Балдвинские паровозы с осевой формулой 1-4-0. Международный экспресс носил соответствующее название: «International», — и состоял из пульмановских вагонов и вагона-ресторана.
По возвращении линии британскому капиталу было принято решение размещать заказы на локомотивы исключительно в Англии, ибо проведённые испытания показали, что американские паровозы легче чинились и обслуживались, но не шли ни в какое сравнение с английскими по парообразованию и экономичности.

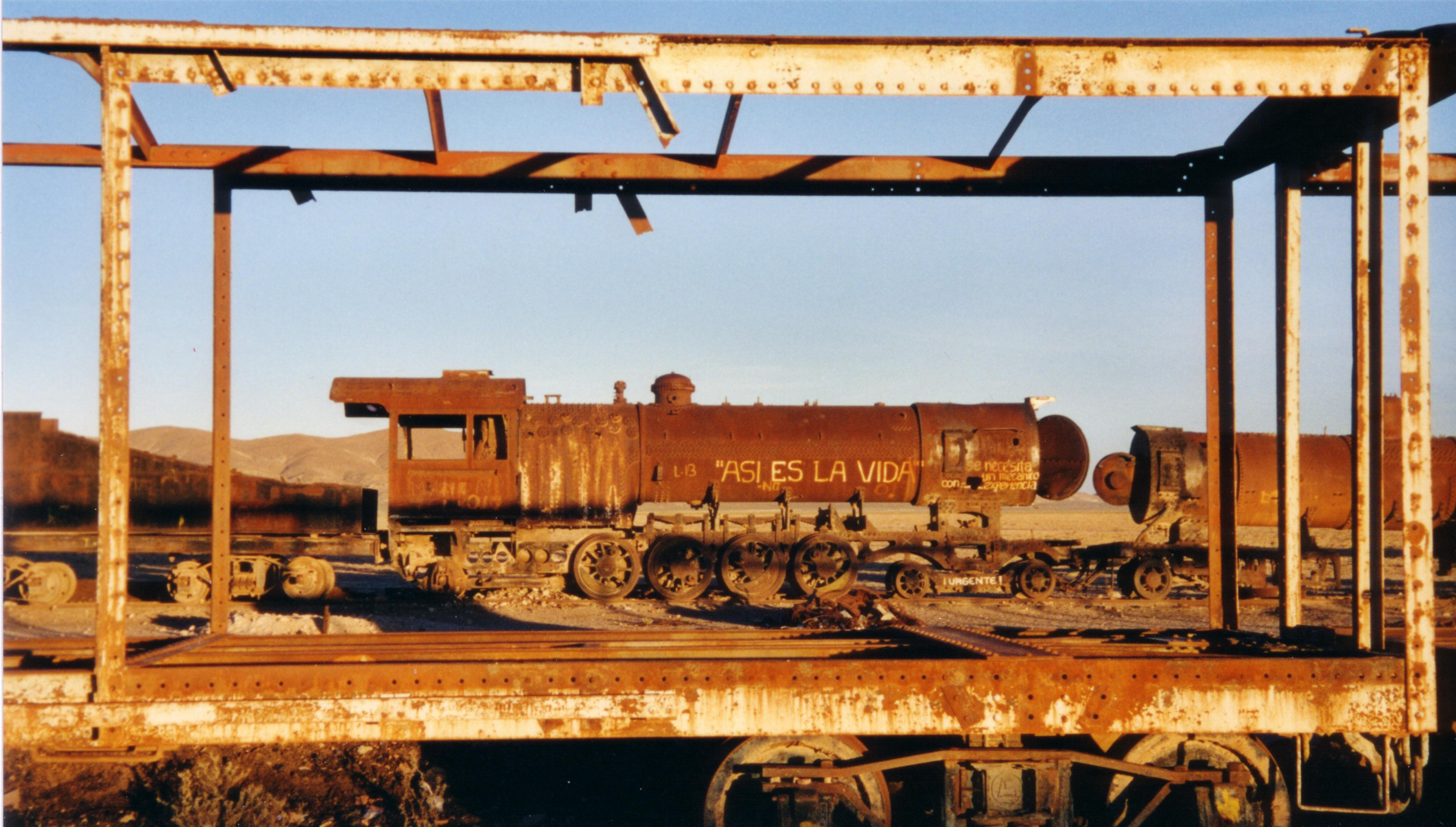
Один из последних паровозов FCAB от «Вулкан». Солончак Уюни, современное состояние.

Первые английские паровозы появились на линии ещё в 1894 г. Это были Китсон-Мейеры числом 3, в разработке которых непосредственное участие принимал инженер дороги и её суперинтендант Роберт Стирлинг. До 1913 г. линия получила девять локомотивов этой конструкции, шесть из которых были произведены компанией Beyer-Peacock. В 1928 г., когда главный маршрут дороги окончательно перешили на метровую колею, на линию начали поступать Гарратты от того же Beyer-Peacock. Последние паровые локомотивы с осевой формулой 2-4-1 поставила дороге английская фабрика «Вулкан» в 1954 г., после чего — уже в 1958 г. — линию начали переводить на тепловую тягу.
Сейчас на дороге работают тепловозы EMD производства компании Дженерал Моторс, которые водят грузовые поезда FCAB и туристические поезда других операторов.